# Sebring (Florida)
Sebring település az Amerikai Egyesült Államok Florida államában, Highlands megyében, melynek megyeszékhelye is. Lakosainak száma 10 729 fő (2020. április 1.).

## Népesség
A település népességének változása:

| 2010 | 10 491 |
| 2020 | 10 729 |